# هاري إي. أتكينسون
هاري إي. أتكينسون (بالإنجليزية: Harry E. Atkinson)‏ هو سياسي أمريكي، ولد في 6 فبراير 1920، وتوفي في 30 يونيو 2001.